# Sergei Anatoljewitsch Chlebnikow
Sergei Anatoljewitsch Chlebnikow (russisch Сергей Анатольевич Хлебников; * 27. August 1955 in Sortawala, Karelo-Finnische Sozialistische Sowjetrepublik; † 12. Juni 1999 in Moskau) war ein Eisschnellläufer, der für die Sowjetunion antrat.

## Leben
Chlebnikow trat erstmals bei der Sprintweltmeisterschaft 1979 bei einem internationalen Wettkampf an. Im Mehrkampf belegte er den fünften Platz. Ein Jahr später konnte er sich auf Rang vier verbessern. Im gleichen Jahr trat er bei den Olympischen Winterspielen in Lake Placid an. Dort wurde er über 500 Meter 15. und über 1000 Meter Neunter. Seine erste internationale Medaille gewann Chlebnikow bei der Sprint-WM 1981. Dort erreichte er Silber im Mehrkampf. Bei der Weltmeisterschaft 1982 verbesserte er sich zu Gold. 1983 brachte ihn ein Sturz im zweiten Rennen über 500 Meter um seine Chancen auf eine weitere Medaille. Bei seinen zweiten Olympischen Winterspielen 1984 gewann Chlebnikow Silber über 1000 Meter und 1500 Meter. Ebenfalls den zweiten Platz erreichte er im gleichen Jahr bei der Sprintweltmeisterschaft.
Chlebnikow gewann im Laufe seiner aktiven Karriere drei nationale Meistertitel: 1983 und 1984 über 1000 Meter sowie 1984 im Sprintmehrkampf.

## Persönliche Bestzeiten
| Strecke | Zeit        | Datum             | Ort      |
| ------- | ----------- | ----------------- | -------- |
| 500 m   | 36,93 s     | 24. Dezember 1982 | Almaty   |
| 1000 m  | 1:13,19 min | 24. Dezember 1982 | Almaty   |
| 1500 m  | 1:58,83 min | 8. Februar 1984   | Sarajevo |
| 3000 m  | 4:33,70 min | 22. Oktober 1975  | Almaty   |
| 5000 m  | 8:01,87 min | 5. Januar 1974    | Almaty   |